# Hans Kahle
Hans Kahle (Charlottenburg, Berlín, 22 d'abril del 1899 - Ludwigslust, 1 de setembre del 1947) fou un antic oficial de l'exèrcit imperial alemany que durant la Guerra Civil espanyola va combatre en les files republicanes, al comandament d'algunes unitats integrades en les Brigades Internacionals, com l'XI Brigada Internacional entre el 20 de novembre del 1936 i el 31 de març del 1937, així com la 45a Divisió durant la batalla de l'Ebre.
Acabada la guerra es va exiliar al Canadà i, posteriorment, a la Gran Bretanya. Retornat el 1946 a la zona alemanya sota ocupació soviètica, el 22 d'agost de 1947 va haver de sotmetre's a una seriosa operació d'estómac en la qual va perdre la vida.
Va morir a Ludwigslust a l'edat de 48 anys.